# Johannes Georg Bednorz
Johannes Georg Bednorz (ur. 16 maja 1950 w Neuenkirchen) – niemiecki mineralog i fizyk, laureat Nagrody Nobla w dziedzinie fizyki w roku 1987 za odkrycie nadprzewodnictwa wysokotemperaturowego w tlenkach metali.

## Życiorys
Urodził się jako czwarte i ostatnie dziecko pochodzących ze Śląska Antona i Elisabeth Bednorzów. Uzyskał stopień doktora na Politechnice Federalnej w Zurychu, jego dysertacja dotyczyła wzrostu kryształów perowskitowych w roztworze stałym, jej promotorami byli prof. Heini Granicher oraz prof. Karl Alexander Müller, późniejszy laureat Nagrody Nobla z fizyki. Od roku 1983 zajmował się poszukiwaniem właściwości nadprzewodzących w tlenkach metali. W 1982 roku rozpoczął pracę dla IBM.
W roku 1987, za odkrycie wysokotemperaturowego (powyżej 35 K) nadprzewodnictwa w tlenkach metali (Ba-La-Cu-O), otrzymał (wspólnie z K.A. Müllerem) Nagrodę Nobla. Nagroda została przyznana w najkrótszym czasie od odkrycia.
Był pracownikiem naukowo-dydaktycznym münsterskiej uczelni, w której uzyskał tytuł zawodowy magistra, Politechniki Federalnej w Zurychu, oraz w IBM Zurich Research Laboratory gdzie zajmował się otrzymywaniem i badaniem nowych materiałów.
W kwietniu 2007, w trzydziestą rocznicę nagrodzenia Nagrodą Nobla naukowiec odebrał doktorat honoris causa Uniwersytetu Śląskiego w Katowicach.
W miejscowości urodzin ma poświęconą ulicę, Georg-Bednorz-Strasse.

## Nagrody
- 1986: Marcel-Benoist-Preis;
- 1986: Minnie Rosen Award;
- 1986: Viktor Moritz Goldschmidt Preis;
- 1987: Klung-Wilhelmy-Weberbank-Preis;
- 1987: Nagroda Nobla;
- 1987: Fritz London Memorial Prize;
- 1987: Dannie-Heineman-Preis der Göttinger Akademie der Wissenschaften;
- 1987: Robert-Wichard-Pohl-Preis;
- 1988: Hewlett-Packard Europhysics Prize;
- 1988: APS International Prize for Materials Research;
- 2020: Order Zasługi Nadrenii Północnej-Westfalii.